# Rawannawi
Rawannawi é uma pequena localidade (povoado) no extremo norte da Marakei , Kiribati. Está localizado cerca de 74 km de Tarawa.

## Demografia e Turismo
Em 2006, possuia 1800 habitantes, já em 2014, possuia 1916 habitantes.

Rawannawi está muito perto do aeroporto de Marakei, que está conectado com Abaiang , Butaritari e o Aeroporto Internacional de Tarawa. 